# 奧滕巴赫河
49°58′21″N 9°18′2″E / 49.97250°N 9.30056°E

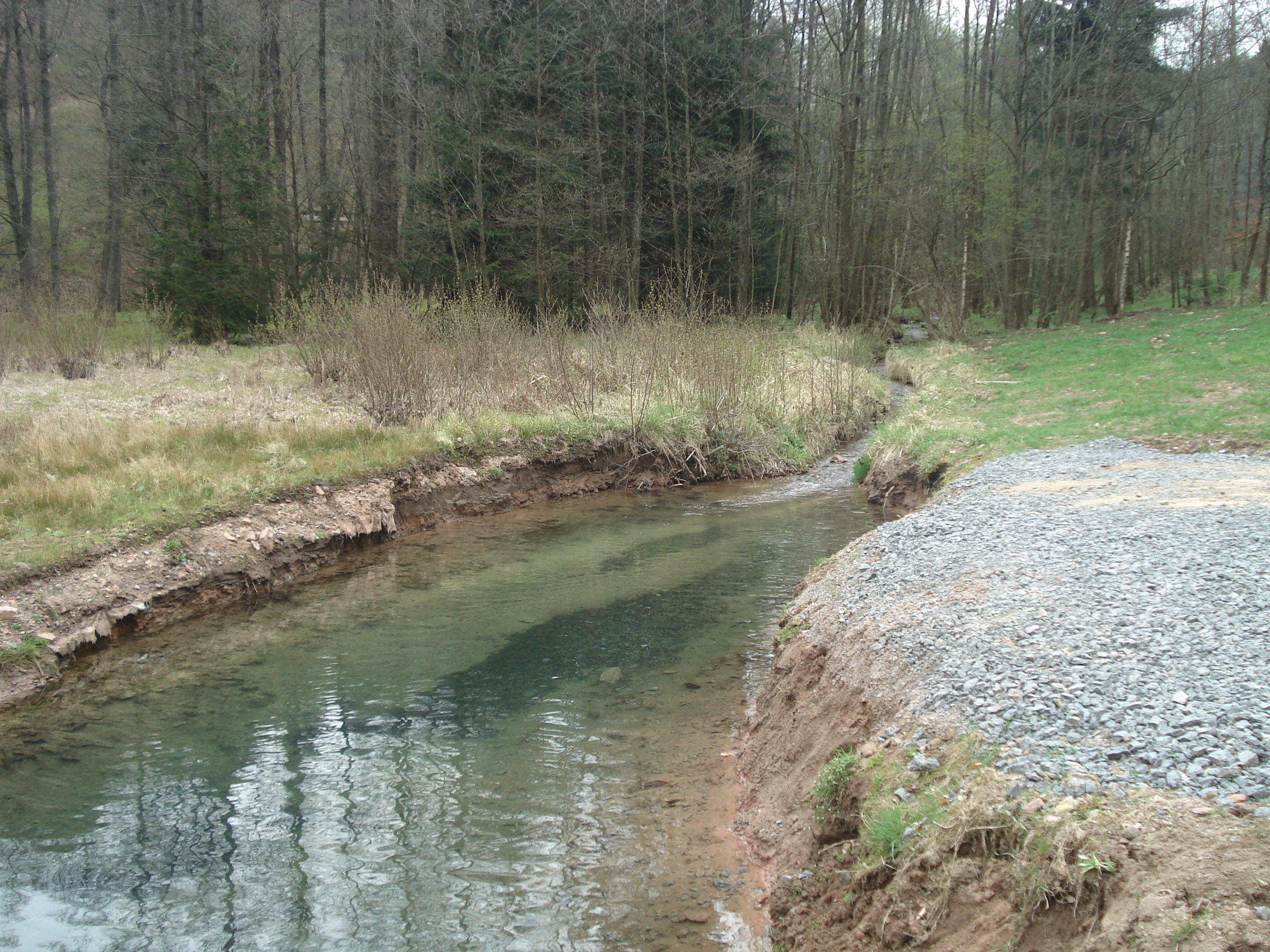

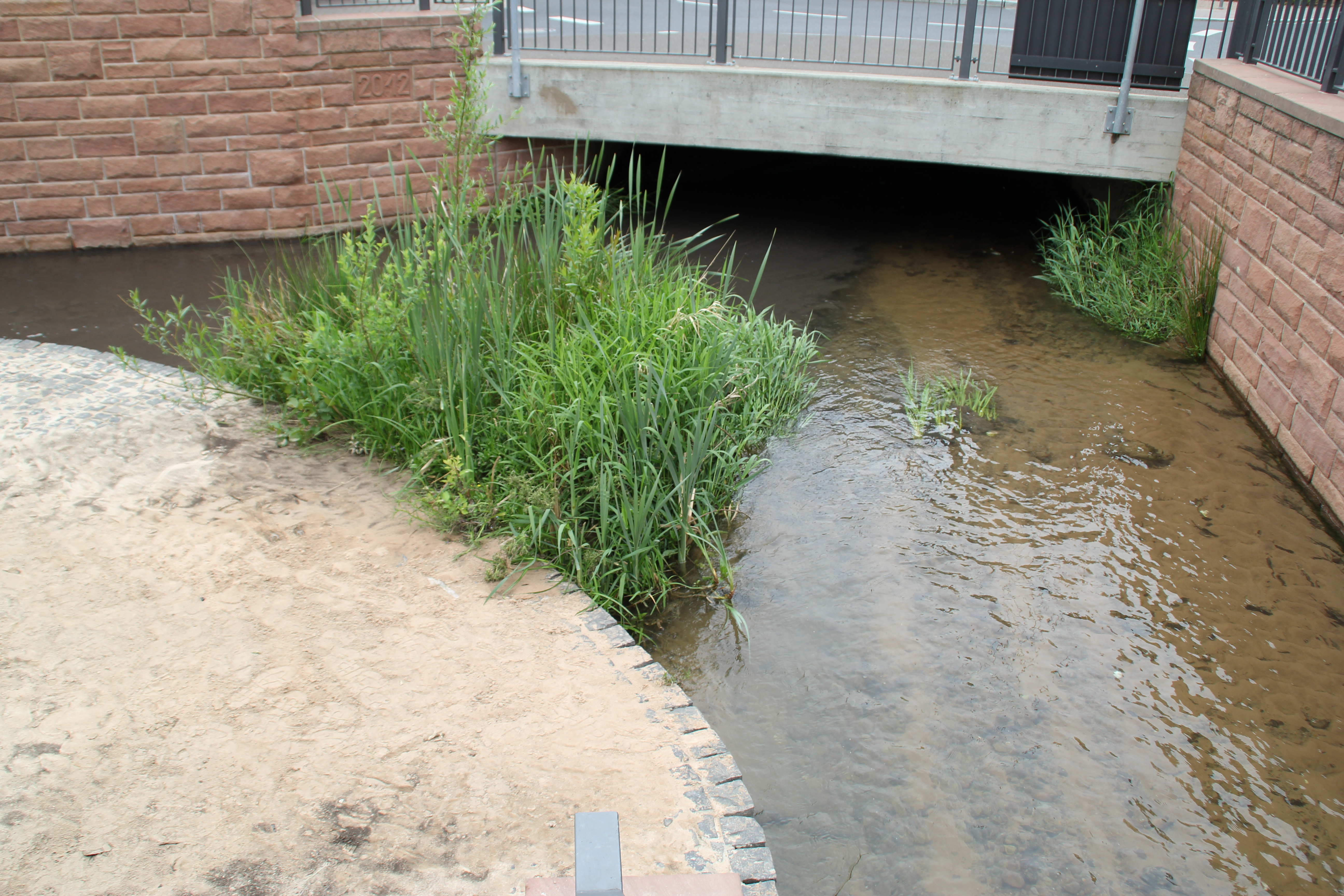

奧滕巴赫河（德語：Autenbach），是德國的河流，位於該國東南部，由巴伐利亞負責管轄，屬於阿沙夫河的右支流，河道全長3.7公里，流域面積12.7平方公里。